# 東山御物
東山御物（ひがしやまぎょもつ/ひがしやまごもつ）とは、室町幕府8代将軍・足利義政によって収集された絵画・茶器・花器・文具などの称。

## 概要
「東山」は、義政が山荘を営んだ東山の地に因む。ただし、その中には室町幕府の歴代将軍から継承された物が多数含まれ、また、江戸幕府の歴代将軍の収集物が「柳営御物」と呼ばれるのに対する意味で、室町幕府歴代将軍の収集物全体を指して「東山御物」と呼ぶ場合もある。
なお、明治以前には「東山殿御物」・「東山殿之御物」・「東山殿御所持」などの呼称が用いられており、「東山御物」の4文字表記が出現するのは明治に入ってからである。なお、東山御物の称が普及したのは、創元社『茶道全集』（1936年発行）によるところが大きいとする説がある。
義政の祖父にあたる足利義満や父の足利義教ら歴代将軍は唐物志向が強く、日明貿易により宋・元などの中国絵画（唐物）を収集し、「天山」「道有」などの鑑蔵印が押された。義政期には唐物の管理や鑑定を行っていた同朋衆能阿弥が「御物御画目録」（280幅、東京国立博物館所蔵）を編纂し、材質・形態別の分類を行い、画家や画題、賛者などを記した。また、能阿弥は他にも東山御物について撰述した『君台観左右帳記』を著している。
だが、応仁・文明の乱により散逸した物や、諸大名に下賜されたり、幕府財政難のために土倉に売却されるなどして地方に移った物の中には、そのまま行方不明になった物も少なくない。安土桃山時代に入ると、義政を「茶道の祖」として崇敬する風潮が茶人の間で生まれ、東山御物の茶器が重んじられるようになった。現代に残る東山御物の多くが国宝や重要文化財に指定されている。

## 現存品
- 夏景山水図（国宝、伝徽宗筆、久遠寺所蔵、東京国立博物館寄託）
- 秋景山水図（国宝、伝徽宗筆、金地院所蔵）
- 冬景山水図（国宝、伝徽宗筆、金地院所蔵）
- 出山釈迦図・雪景山水図（国宝、梁楷筆、東京国立博物館蔵）
- 寒山拾得図（重要文化財、伝顔輝筆、東京国立博物館蔵）
- 紙本墨画布袋図（重要文化財、個人蔵）
- 紙本墨画老子像（重要文化財、牧谿筆、岡山県立美術館蔵）
- 草虫図（重要文化財、東京国立博物館蔵）
- 竹虫図（重要文化財、伝趙昌筆、東京国立博物館蔵）
- 梅花双雀図（重要文化財、伝馬麟筆、東京国立博物館蔵）

ほか